# Kurtis Kraft

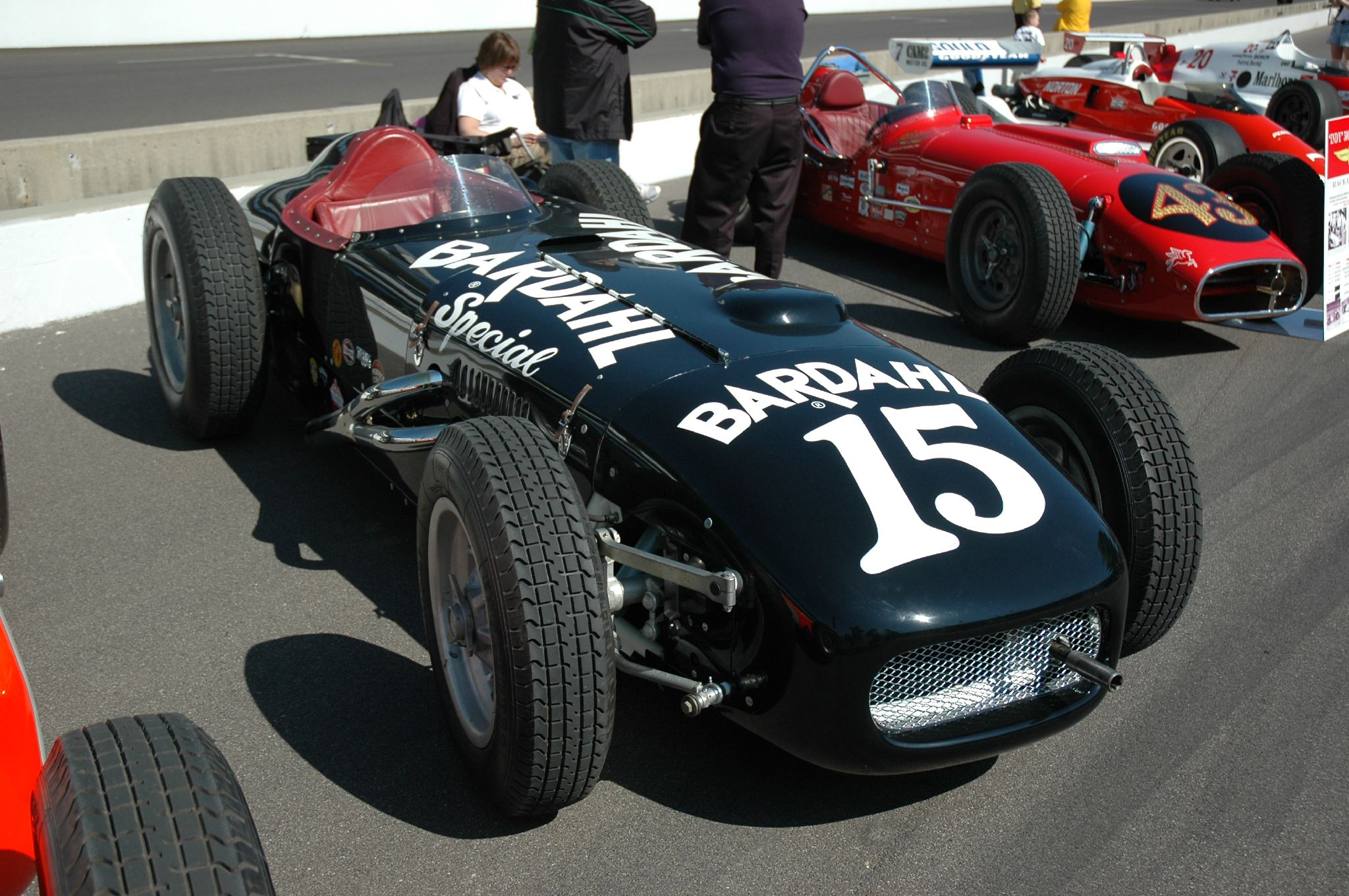
Kurtis Kraft którym Jimmy Davies zajął 3. miejsce w Indianapolis 500 w 1955 roku

Kurtis Kraft – amerykańska firma projektująca i konstruująca samochody wyścigowe założona przez Franka Kurtisa pod koniec lat 30. XX wieku.
Kurtis Kraft budował samochody typu midget, quartermidget, samochody sportowe i do wyścigów typu Champ Car.
W latach 1950–1960 samochody Kurtis Kraft były jednymi z najpopularniejszych konstrukcji używanych w wyścigu Indianapolis 500, który w tym czasie był zaliczany do klasyfikacji Mistrzostw Świata Formuły 1. Kierowcy używający tej konstrukcji zdobyli pięć zwycięstw oraz sześć pole positions.

## Zwycięstwa w Formule 1
| Wyścig                | Kierowca        |
| --------------------- | --------------- |
| Indianapolis 500 1950 | Johnnie Parsons |
| Indianapolis 500 1951 | Lee Wallard     |
| Indianapolis 500 1953 | Bill Vukovich   |
| Indianapolis 500 1954 | Bill Vukovich   |
| Indianapolis 500 1955 | Bob Sweikert    |